# Stratolaunch Systems
Stratolaunch Systems – amerykańska spółka specjalizująca się w transporcie kosmicznym.

## Historia spółki
Koncepcja działalności firmy polega na wynoszeniu rakiety na odpowiednią wysokość dużym samolotem-nosicielem. Start właściwej rakiety będzie odbywał się z poziomu stratosfery, co zmniejsza wymaganą masę rakiety, wymaga natomiast stosowania bardzo dużego samolotu-nosiciela. Taka konfiguracja ułatwi pełną odzyskiwalność wszystkich elementów systemu. Spółka została założona w 2011 r. przez Paula G. Allena, współzałożyciela firmy Microsoft. Pozostałymi kluczowymi postaciami projektu są projektant Burt Rutan, który zasłynął jako konstruktor samolotu rakietowego SpaceShipOne – pierwszego prywatnego załogowego statku kosmicznego, który osiągnął kosmos wygrywając w ten sposób głośny konkurs X Prize (sponsorem tego projektu również był Paul Allen), oraz Elon Musk, twórca przedsiębiorstwa SpaceX, które staje się jednym z większych producentów rakiet nośnych. Siedziba spółki mieści się w Huntsville w stanie Alabama. Głównym celem projektu jest stworzenie tańszego systemu transportu na orbitę.
Spółkę Stratolaunch Systems utworzyły trzy przedsiębiorstwa:
- Scaled Composites – założone przez Burta Rutana przedsiębiorstwo projektowo-konstrukcyjne specjalizujące się w oryginalnych konstrukcjach lotniczych, które wykonało m.in. samoloty kosmiczne SpaceShipOne/WhiteKnightOne i SpaceShipTwo/WhiteKnightTwo. Rolą Scaled Composites będzie zaprojektowanie i zbudowanie samolotu nosiciela dla właściwej rakiety nośnej.
- SpaceX – przedsiębiorstwo przemysłu kosmicznego założone przez Elona Muska, znane z produkcji rakiet nośnych rodziny Falcon oraz kapsuł kosmicznych Dragon zaopatrujących Międzynarodową Stację Kosmiczną (ISS).
- Dynetics – będzie odpowiadać za integrację dwóch powyższych elementów systemu.

System transportu kosmicznego projektowany przez spółkę Stratolaunch Systems będzie składał się z trzech elementów: samolot nosiciel, rakieta nośna i system integracji.
Samolot został zaprezentowany 31 maja 2017. Pierwszy lot testowy samolotu-nosiciela odbył się 13. kwietnia 2019 roku.

## Samolot nosiciel

Porównanie rozpiętości skrzydeł samolotu nosiciela Stratolaunch Systems z innymi dużymi samolotami

Ogólna koncepcja samolotu nosiciela, któremu nie nadano jeszcze nazwy, będzie przypominała samolot WhiteKnightTwo, również zaprojektowany przez Burta Rutana, obecnie już emerytowanego właściciela firmy Scaled Composites, na razie jako Model 351. Będzie on jednak o wiele większy – po zbudowaniu będzie największym samolotem świata. Samolot zostanie wykonany wykorzystując silniki oraz inne części (awionikę, pokład, podwozie i in.) z dwóch używanych samolotów pasażerskich Boeing 747-400.

### Parametry
- rozpiętość skrzydeł: 117 m,
- masa całkowita: 540 t (łącznie z podwieszoną rakietą),
- napęd: 6 silników odrzutowych o ciągu 265–282 kN,
- zasięg: 2200 km (podczas misji z wyniesieniem ładunku na orbitę),
- wymagany pas startowy: 3,7 km

## Rakieta
Rakieta nośna podwieszana pod samolot nosiciel miała być zaprojektowana i wykonana przez firmę SpaceX na bazie jej rakiety Falcon 9. Miała to być dwustopniowa rakieta na paliwo ciekłe, wyposażona w skrzydła, której człony byłyby odzyskiwane. W 2012 roku współpraca z SpaceX została przerwana. Po niespodziewanej śmierci Paula Allena prace nad własnym systemem rakietowym zostały wstrzymane. Firma planuje dokonać testów z użyciem rakiety Pegasus XL produkowanej przez amerykańskie przedsiębiorstwo Northrop Grumman Innovation Systems.

## Integracja systemu
System integracji dwóch powyższych elementów systemu zostanie wykonany przez firmę Dynetics, która posiada duże doświadczenie w tym zakresie.

## Infrastruktura
Spółka wydzierżawiła na terenie Mojave Air and Space Port w Kalifornii miejsce na budowę hangaru zajmującego powierzchnię 19 tys. m² w pobliżu hangaru Scaled Composites.

## Postępy prac
- Styczeń 2012 – rozpoczęto prace budowlane przy hangarze w Mojave Air and Space Port w Kalifornii[4].
- Luty i marzec 2012 – zakup dwóch używanych samolotów Boeing 747-400[5][6].
- 31 maja 2017 – samolot Stratolaunch opuścił hangar i został zaprezentowany publiczności[7].